# Dexter Reid
Dexter Devon Reid (* 18. März 1981 in Norfolk, Virginia) ist ein ehemaliger US-amerikanischer American-Football-Spieler. Er spielte drei Saisons auf der Position des Safeties in der National Football League (NFL).

## NFL

### New England Patriots
Reid wurde im NFL Draft 2004 als 113. Spieler in der vierten Runde von den New England Patriots ausgewählt. In seiner Rookiesaison spielte er während der Regular Season in dreizehn Spielen, davon zwei als Starter. Zusätzlich spielte er in allen drei Play-off-Spielen der Patriots, mit denen er den Super Bowl XXXIX gewann. Am 29. August 2005 wurde Reid von den Patriots entlassen.

### Indianapolis Colts
Am 31. August 2005 wurde Reid von den Indianapolis Colts verpflichtet. Am 3. September 2006 wurde Reid entlassen, aber am 26. Oktober 2006 erneut von den Colts verpflichtet. 2006 gewann er mit den Colts den Super Bowl XLI und damit seine zweite Meisterschaft. Am 21. Februar 2007 wurde er von den Colts entlassen.